# Maura West
Maura Jo West (ur. 27 kwietnia 1972 w Springfield, Massachusetts jako Maura Snyder) – amerykańska aktorka, zdobywczyni dwóch nagród Emmy.
West najbardziej znana jest z roli Carly Tenney Snyder w amerykańskiej operze mydlanej As the World Turns, w którą wcielała się od 1995, aż do ostatniego odcinka serialu, wyemitowanego 17 września 2010. Obecnie West gra rolę Diane Jenkins w innej operze mydlanej, w Żarze młodości.
Maura West była zamężna dwukrotnie, pierwszy raz z Jonathanem Knightem (od 1995 do 1999), z którym ma syna, Benjamina (ur. 1996). Drugim mężem aktorki jest od 2000 roku, aktor Scott DeFreitas z którym ma czworo dzieci: Joseph (ur. 2000), Katherine (ur. 2002), Basil (ur. 2007) i Birdie (ur. 2009).